# Territoires de l'inquiétude

Territoires de l'inquiétude est un ensemble d'anthologies de nouvelles de fantastique réalisé par Alain Dorémieux.
Le premier volume a été publié en 1972 puis a été suivi d'une série de neuf volumes sortis entre 1991 et 1996.

## Territoires de l'inquiétude
Ce premier volume est sorti en 1972 aux éditions Casterman, dans la collection Autre temps, autres mondes - Anthologies .
Il contient, dans l'ordre, les dix-neuf nouvelles suivantes :
1. Premier Anniversaire (First Anniversary), 1960, par Richard Matheson
2. Virginia (Virginia), 1967, par Calvin Tomkins
3. Le Langage des mains (Finger Prints), 1962, par Richard Matheson
4. La Conspiration (The Conspiracy), 1962, par Robert Lowry (en)
5. Le Distributeur (The Distributor), 1958, par Richard Matheson
6. Identification (The Recognition), 1967, par James G. Ballard
7. Parcelle brillante (Bright Segment), 1955, par Theodore Sturgeon
8. Aux bons soins de M. Makepeace (c/o Mr. Makepeace), 1954, par Peter Phillips
9. Mourir, rêver peut-être (Perchance to Dream), 1958, par Charles Beaumont
10. Les Cafards (The Roaches), 1965, par Thomas M. Disch
11. Miss Gentibelle (Miss Gentibelle), 1965, par Charles Beaumont
12. Linda, Daniel et Spike (Linda, Daniel and Spike), 1967, par Thomas M. Disch
13. Mal de solitude (Lonelyache), 1964, par Harlan Ellison
14. L'Embouteillage (The Jam), 1958, par Henry Slesar
15. Le Petit Détail révélateur (The Small Betraying Detail), 1965, par Brian Aldiss
16. Trou d'homme n°69 (Manhole 69), 1957, par James G. Ballard
17. Montage (Mantage), 1959, par Richard Matheson
18. Régression (Mr F. is Mr F.), 1961, par James G. Ballard
19. Pour descendre (Descending), 1964, par Thomas M. Disch

## Territoires de l'inquiétude - 1
Ce recueil a été publié en 1991 aux éditions Denoël, dans la collection Présence du fantastique, n°17  (ISBN 978-2207600177).
Il contient, dans l'ordre, les seize nouvelles suivantes :
1. Un été à guêpes (Yellowjacket Summer), 1986, par Robert McCammon
2. Sable et Sang (Sand), 1985, par Alan Ryan
3. Laissez venir à moi les petits enfants (Suffer the Little Children), 1972, par Stephen King
4. Talents cachés (Buried Talents), 1987, par Richard Matheson
5. La Tombe de Jamie (Jamie's Grave), 1987, par Lisa Tuttle
6. Cerveau de pierre (Stone Head), 1982, par Steve Rasnic Tem
7. Le noir a son charme (Black Has Its Charms), 1984, par Fritz Leiber
8. Une enfant perdue, 1991, par Jean-Pierre Andrevon
9. Stimulations (Arousal), 1990, par Richard Christian Matheson
10. Ellen, en son temps (Ellen, in Her Time), 1987, par Charles L. Grant
11. Prez (Prez), 1987, par Henry Slesar
12. Le Compagnon (The Companion), 1976, par Ramsey Campbell
13. Les Longs Couteaux de la nuit, 1991, par Daniel Walther
14. Nous sommes les morts (On Call), 1980, par Dennis Etchison
15. La Démolition (The Battering), 1985, par Steve Rasnic Tem
16. La Première Fois (The First Time), 1990, par K. W. Jeter

## Territoires de l'inquiétude - 2
Ce recueil a été publié en 1991 aux éditions Denoël, dans la collection Présence du fantastique, n°18  (ISBN 978-2207600184) .
Il contient, dans l'ordre, les dix-sept nouvelles suivantes :
1. Trous de mémoire (Lapses), 1986, par Chelsea Quinn Yarbro
2. Nécros center (Carnal House), 1989, par Steve Rasnic Tem
3. Le Berceau silencieux (The Silent Cradle), 1983, par Leigh Kennedy
4. Ne vous perdez pas (Don't Get Lost), 1989, par Tanith Lee
5. Dernier message avant la nuit, 1991, par Raymond Milési
6. Le Monde extérieur (Out There), 1986, par Charles L. Grant
7. Les Morts à l'antenne (Dead Television), 1990, par Lisa Tuttle
8. Ils viennent te chercher (They're Coming for You), 1986, par Les Daniels
9. Échos, 1991, par Jacques Chambon
10. L'Homme sous le lit (Under my Bed), 1981, par Al Sarrantonio (en)
11. Un anniversaire (A Birthday), 1987, par Lisa Tuttle
12. Le Transfert (The Transfer), 1985, par Edward Bryant
13. M'éveiller à nouveau près de toi, mon amour, 1991, par Alain Dorémieux. Cette nouvelle a reçu le grand prix de l'Imaginaire 1992, dans la catégorie nouvelle francophone.
14. Saison des pluies (Wet Season), 1965, par Dennis Etchison
15. Irrelativité (Irrelativity), 1986, par Nicholas Royle (en)
16. Papa (Daddy), 1984, par Earl Godwin
17. Le temps guérit (Time Heals), 1989, par Gary A. Braunbeck (en)

## Territoires de l'inquiétude - 3
Ce recueil a été publié en 1991 aux éditions Denoël, dans la collection Présence du fantastique, n°22  (ISBN 978-2207600221) .
Il contient, dans l'ordre, les quinze nouvelles suivantes :
1. Mange-moi (Eat Me), 1989, par Robert McCammon. Cette nouvelle a reçu le prix Bram Stoker de la meilleure nouvelle courte 1989.
2. Les Visiteurs (Visitors), 1987, par Jack Dann
3. Œil pour œil (Eyes), 1986, par Charles L. Grant
4. Le Suif et la Corde, 1991, par Jean-Pierre Hubert
5. L'Homme en noir (From Another Country), 1986, par Lisa Tuttle
6. L'Embouteillage (The Jam), 1958, par Henry Slesar
7. Le Styx coule à l'envers (The River Styx Runs Upstream), 1982, par Dan Simmons
8. La Mort lasse, 1991, par Thierry Di Rollo
9. Dernières Volontés (The Will), 1988, par Brian Stableford
10. L'Été de temps à autre (Now and Again in Summer), 1988, par Charles L. Grant
11. À tombeau ouvert (Not from Detroit), 1988, par Joe R. Lansdale
12. La Maison du peintre, 1991, par Anne Duguël
13. Le Fil de la vie (Life Line), 1989, par Stephen Gallagher (en)
14. La mort est différente (Death is different), 1988, par Lisa Goldstein
15. La Maison près du bayou (Leaks), 1987, par Steve Rasnic Tem. Cette nouvelle a reçu le prix British Fantasy 1988, dans la catégorie nouvelle courte.

## Territoires de l'inquiétude - 4
Ce recueil a été publié en 1992 aux éditions Denoël, dans la collection Présence du fantastique, n°24  (ISBN 978-2207600245) .
Il contient, dans l'ordre, les seize nouvelles suivantes :
1. La Barbe et les cheveux, deux morsures (Shave and a hHaircut, Two Bites), 1989, par Dan Simmons
2. Popsy (Popsy), 1987, par Stephen King
3. Seulement la nuit (It Only Comes out at Night), 1976, par Dennis Etchison
4. La Grosse Dame, 1992, par Jean-Daniel Brèque
5. Baby Blood (Baby's Blood), 1982, par Alan Ryan
6. Miaou (Meow), 1981, par Tanith Lee
7. Accident d'amour, 1992, par Wildy Petoud. Cette nouvelle a reçu le grand prix de l'Imaginaire 1993 dans la catégorie nouvelle francophone, ainsi que le prix Rosny aîné 1993 dans la catégorie nouvelle.
8. Vampire (Vampire), 1986, par Richard Christian Matheson
9. Terrain de chasse (Hotel Hunting), 1986, par Charles Sheffield
10. À la mémoire de l'ancêtre, 1992, par Jean-Pierre Andrevon
11. Sirènes (Sirens), 1988, par Richard Christian Matheson
12. Adorables Enfants (Good Kids), 1989, par Edward Bryant
13. Fête galante, 1992, par Pierre-Paul Durastanti et Noé Gaillard
14. Lumière rouge (Red Light), 1986, par David Schow (en). Cette nouvelle a reçu le prix World Fantasy de la meilleure nouvelle 1987.
15. Essaie donc un couteau émoussé (Try a Dull Knife), 1969, par Harlan Ellison
16. Les Mains de Mr. Elphinstone (Mr. Elphinstone's hand), 1990, par Lisa Tuttle

## Territoires de l'inquiétude - 5
Ce recueil a été publié en 1992 aux éditions Denoël, dans la collection Présence du fantastique, n°27  (ISBN 978-2207600276) .
Il contient, dans l'ordre, les seize nouvelles suivantes :
1. Les Hameçons (Hooks), 1989, par Steve Rasnic Tem
2. Le Coquillage (The Sea Shell), 1944, par Ray Bradbury
3. Victoire, 1992, par Joëlle Wintrebert
4. Tire-toi, sale mouche ! (Shoo Fly), 1988, par Richard Matheson
5. Le Bel Étranger (The Beautiful Stranger), 1968, par Shirley Jackson
6. Les Mains au mur, 1992, par Raymond Iss
7. Épaves sur l'autoroute (Adrift on the Freeway), 1970, par Edward Bryant
8. Nom (en capitales d'imprimerie) (Name (Please Print)), 1973, par John T. Sladek
9. Je reviens de loin mais j'y retourne, 1980-1992, par André Ruellan
10. Circuit fermé (The Interstate), 1971, par John T. Sladek
11. Naples (Naples), 1978, par Avram Davidson. Cette nouvelle a reçu le prix World Fantasy 1979, dans la catégorie nouvelle.
12. L'Homme qui vivait dans une chambre de bonne avec un Picasso, 1992, par Philippe Curval
13. Les Mains (The Hands), 1986, par Ramsey Campbell
14. Observations, 1992, par Jacques Barbéri
15. Cœur qui soupire (Heart's Desire), 1989, par Lisa Tuttle
16. La Lettre d'amour (The Love Letter), 1959, par Jack Finney

## Territoires de l'inquiétude - 6
Ce recueil a été publié en 1993 aux éditions Denoël, dans la collection Présence du fantastique, n°30  (ISBN 978-2207600320) .
Il contient, dans l'ordre, les seize nouvelles suivantes :
1. Ailes noires (Dark Wings), 1976, par Fritz Leiber
2. Beauté (Beauty), 1990, par Robert McCammon
3. La Grande Roue (The Black Ferris), 1948, par Ray Bradbury
4. Le Château du blême, 1993, par Daniel Walther
5. Barbara Hutton toujours (Barbara Hutton toujours), 1990, par Gay Partington Terry
6. Une baignoire en zinc, dans la pièce du fond, 1993, par François Darnaudet
7. La Fin et les Moyens (More Sinned Against), 1984, par Karl Edward Wagner
8. Cendres, 1993, par Gilbert Gallerne
9. Des cadavres d'opossums (Dead Possums), 1987, par Kathryn Ptacek (en)
10. Uniquement sur rendez-vous (By Appointment Only), 1970, par Richard Matheson
11. Sur la route Isabelle, 1993, par Wildy Petoud
12. Les Gens de l'été (The Summer People), 1950, par Shirley Jackson
13. 36.15 Piège, 1993, par Jean-Marc Ligny
14. Mensonges (The Lie), 1988, par Steve Rasnic Tem
15. Si Damon revient (If Damon Comes), 1978, par Charles L. Grant
16. Il ira frapper à votre porte (He'll Come Knocking at your Door), 1986, par Robert McCammon

## Territoires de l'inquiétude - 7
Ce recueil a été publié en 1993 aux éditions Denoël, dans la collection Présence du fantastique, n°34  (ISBN 978-2207600344) .
Il contient, dans l'ordre, les quinze nouvelles suivantes :
1. Nibards (Boobs), 1989, par Suzy McKee Charnas. Cette nouvelle a reçu le prix Hugo de la meilleure nouvelle courte 1990.
2. J'te tiens ! (Gotcha!), 1979, par Ray Bradbury
3. Sucre filé, 1993, par Jean-Claude Dunyach
4. Miss Gentilbelle (Miss Gentilbelle), 1965, par Charles Beaumont
5. Nocturne, 1984, par Jean-Pierre Andrevon
6. Fait un vœu (Wish), 1985, par Al Sarrantonio (en)
7. Croquemitaine (Bogy), 1987, par Al Sarrantonio (en)
8. Ce que vivent les roses, 1993, par Jacques Chambon
9. La Conspiration (The Conspiracy), 1958, par Robert Lowry (en)
10. Anna et le Loup (The Night Wolf), 1990, par Karen Joy Fowler
11. L'Heure du monstre, 1993, par Raymond Milési. Cette nouvelle a reçu le prix Rosny aîné 1994 dans la catégorie nouvelle.
12. La Plaie (The Wound), 1987, par Lisa Tuttle
13. Crever les yeux de Dieu, 1993, par Richard Canal
14. Le Sang de l'ouest (Daughter of the Golden West / A Feast for Cathy), 1973, par Dennis Etchison
15. Au fond des ténèbres (Down in the Darkness), 1986, par Dean Koontz

## Territoires de l'inquiétude - 8
Ce recueil a été publié en 1995 aux éditions Denoël, dans la collection Présence du fantastique, n°46  (ISBN 978-2207600436) .
Il contient, dans l'ordre, les dix-huit nouvelles suivantes :
1. Messages personnels (Person to Person), 1989, par Richard Matheson
2. Le Sifflet (The Calling), 1990, par David B. Silva. Cette nouvelle a reçu le prix Bram Stoker de la meilleure nouvelle courte 1990.
3. L’Œil rouge du coutelier, 1995, par Joëlle Wintrebert
4. C'est en août (August), 1990, par Garfield Reeves-Stevens (en)
5. Ses nouveaux parents (Her New Parents), 1988, par Steve Rasnic Tem
6. Mort-né (Stillborn), 1990, par Nina Kiriki Hoffman
7. Futur antérieur, 1993, par Jean-Michel Blatrier
8. Affaire de famille (Matters of Family), 1989, par Gary A. Braunbeck (en)
9. Bas les pattes !, 1995, par Raymond Iss
10. Toutes les chances dans la vie (Everything to Live for), 1987, par Charles L. Grant
11. Brimades (Little Cruelties), 1986, par Steve Rasnic Tem
12. L'Autre Rivage, 1995, par Patrick Raveau
13. La Peau et les Os (Skin), 1988, par Bentley Little
14. La fille 200, 1995, par Jacques Barbéri et Emmanuel Jouanne
15. La Citrouille (Pumpkin), 1984, par Robert Bloch
16. Fictif K. Dick, 1995, par Alain Dartevelle
17. Oiseaux de Lune (Birds of the Moon), 1978, par Lisa Tuttle
18. Le temps est assassin (A Life in the Day of), 1987, par Robert McCammon

## Territoires de l'inquiétude - 9
Ce recueil a été publié en 1996 aux éditions Denoël, dans la collection Présence du fantastique, n°55  (ISBN 978-2207600450) .
Il contient, dans l'ordre, les dix-huit nouvelles suivantes :
1. Le Marchand de sable (Mr. Sandman), 1989, par Scott D. Yost
2. Sœur virtuelle, 1996, par Jean-Jacques Nguyen
3. Mise à nu (Down to the Core), 1989, par David B. Silva
4. Penthouse, 1996, par Fabienne Leloup
5. Le Jardin clos (The Walled Garden), 1989, par Lisa Tuttle
6. Abus dangereux, 1996, par Jean-Pierre Hubert
7. Rouge (Red), 1986, par Richard Christian Matheson
8. Hôtels, 1996, par Sylvie Denis et Francis Valéry
9. La Femme pissenlit (The Dandelion Woman), 1988, par Nicholas Royle (en)
10. Puissance un (The Power of One), 1992, par Nancy Kilpatrick
11. Les Rails engloutis, 1996, par Anne Smulders
12. Écoute-moi maintenant, ma douce Abbey Rose (Hear me Now, my Sweet Abbey Rose), 1978, par Charles L. Grant
13. Je rentre chez moi, 1996, par Jean-Pierre Andrevon
14. Tu n'as pas fini d'en baver, 1996, par Jean-Pierre Andrevon
15. Double Vue (Second Sight), 1987, par Ramsey Campbell
16. Délit de fuite, 1996, par Pierre Pelot
17. Comme un disque rayé (Timeskip), 1989, par Charles de Lint. Cette nouvelle a reçu le prix Ozone 1997 dans la catégorie nouvelle de fantastique / horreur étrangère.
18. Ce que savent les morts, 1996, par Jean-Claude Dunyach. Cette nouvelle a reçu le prix Ozone 1997 dans la catégorie nouvelle de fantastique / horreur francophone.